# Комароловка рудощока
Комароловка рудощока (Microbates cinereiventris) — вид горобцеподібних птахів родини комароловкових (Polioptilidae).

## Поширення
Вид поширений в Центральній та Південній Америці від Південного Нікарагуа через західні схили Анд до західної Болівії. Живе у тропічних і субтропічних дощових лісах.

## Опис
Тіло завдовжки від 9 до 11 см, вага тіла від 10 до 14 г.

## Підвиди
- Microbates cinereiventris albapiculus Olson, 1980
- Microbates cinereiventris cinereiventris (P. L. Sclater, 1855)
- Microbates cinereiventris hormotus Olson, 1980
- Microbates cinereiventris magdalenae Chapman, 1915
- Microbates cinereiventris peruvianus Chapman, 1923
- Microbates cinereiventris semitorquatus (Lawrence, 1862)
- Microbates cinereiventris unicus Olson, 1980